# Aude Bénier
Pour les articles homonymes, voir Bénier.
Aude Bénier, née le 16 avril 1979, est une curleuse française.

## Biographie
Aude Bénier est sacrée championne de France de curling en 1999.
Elle participe au Championnat du monde féminin de curling 2010, terminant dixième, ainsi qu'à trois éditions des Championnats d'Europe de curling.